# 瘤果变豆菜
瘤果变豆菜（学名：Sanicula tuberculata）为伞形科变豆菜属的植物。分布于日本、朝鲜以及中国大陆的黑龙江等地，多生在山涧路旁、水边和沼泽草地，目前尚未由人工引种栽培。